# Ценолест
Ценолест (Caenolestes) — рід сумчастих ссавців із родини ценолестових (Caenolestidae). Типовий вид: Caenolestes fuliginosus Tomes, 1863. Тварини проживають в Колумбії, Еквадорі, Перу й Венесуелі. Етимологія: грец. καινός — «новий», грец. λῃστής — «розбійник», вказуючи на крадіжку їжі цими тваринами.

## Морфологія
Голова й тіло довжиною 90—135 мм, хвіст довжиною 93—139 мм, вага дорослих самців 25—41 грам, вага дорослих самиць 16—26 грамів. Хутро м'яке й густе по всьому тілу. Забарвлення різне для різних видів але загалом верх темний, частіше закопчено-коричневий, чорнувато-коричневий, темнувато-чорний чи свинцево-чорний. Деякі види однорідно забарвлені чи близько того, інші мають світліший низ. Хвіст скупо вкритий волоссям і того ж кольору, що й спина, хоча в деяких видів є білуватий кінчик. Голова видовжена, очі дуже малі, вуха заокруглені. Хвіст звужується поступово і нечіпкий. Зубна формула: i 4/3, c 1/1, p 3/3, m 4/4, в цілому 42 зубів.

## Екологія
Живе у гірських лісах і лучній зоні Анд на висотах 1500—4000 м. Надає перевагу прохолодим, мокрим місцям, вкритим густою рослинністю. Це тварини нічні й наземні, хоча вони здібні дереволази й використовують хвіст як підпору при русі по вертикальним поверхням. Вважається, що в першу їх дієта складається з комах та їх личинок, черв'яків і з дрібних хребетних, додатково також харчуються рослинами.

## Відтворення
Самиці мають чотири соски, але не мають сумки. Сезон спаровування припадає на літо, розмір приплоду становить 1—6 дитинчат. Вони витрачають свої перші тижні життя, висячи на соску матері, захищені тільки шкірою.